# Lacturidae
Lacturidae is een familie van vlinders.

## Geslachten
(Indicatie van aantallen soorten per geslacht tussen haakjes)
- Anticrates  (31)
- Gymnogramma  (24)
- Lactura  (79)